# Cilinderslangen
Cilinderslangen of pijpslangen (Cylindrophiidae) zijn een familie van slangen die slechts één enkel geslacht telt.

## Naam en indeling
De wetenschappelijke naam van de familie werd in 1843 voorgesteld door Leopold Fitzinger. Er zijn veertien soorten, inclusief de pas in 2018 beschreven soort Cylindrophis osheai. De familie behoorde lange tijd tot de schildstaartslangen (Uropeltidae), maar wordt sinds 1982 gezien als een aparte familie.

## Uiterlijke kenmerken
Alle soorten blijven onder de meter in lengte, hebben een rolrond lichaam met een korte staart en een stompe kop. De lichaamskleur is variabel, de onderzijde van de staartpunt is vaak felrood van kleur. De buikzijde is bij alle soorten wit van kleur met een donkere nettekening.

## Levenswijze
Cilinderslangen leven van andere slangen of gelijkende dieren als alen. Het zijn gravende bodembewoners die echter goed kunnen zwemmen. Ze kunnen tot enkele meters diep graven. Bij verstoring rollen ze zich op en steken hun staartpunt naar de belager zodat deze denkt dat het de kop betreft. De staartpunt wordt gekromd en komt de rode kleur tevoorschijn. Deze dient als schrikkleur om vijanden af te weren. De soort Cylindrophis maculatus heeft een afgeplatte staartpunt die dient om de kop van een cobra na te bootsen.
Alle soorten zijn levendbarend, de jongen worden levend geboren. Per worp komen relatief weinig jongen ter wereld -twee tot vijf- maar deze zijn al relatief groot en al een derde tot de helft van de lichaamslengte van het moederdier.

## Verspreiding en habitat

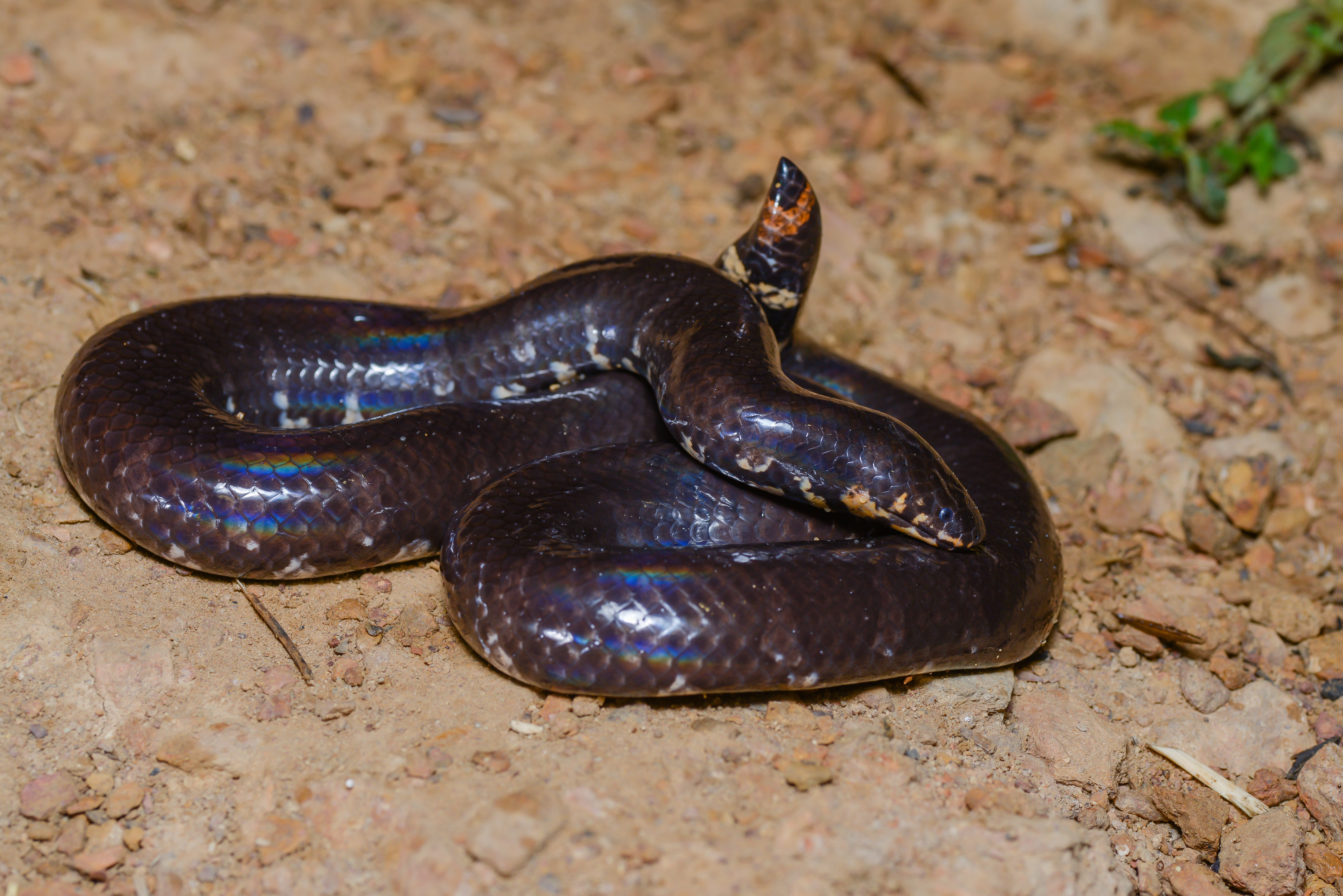
Cylindrophis jodiae, Thailand.

De verschillende soorten leven in delen van Azië en leven in de landen Cambodja, China, Indonesië, Laos, Maleisië, Myanmar, Oost-Timor, Sri Lanka, Thailand en Vietnam.
De habitat bestaat voornamelijk uit vochtige tropische en subtropische bossen in laaglanden, vochtige savannen en vochtige graslanden. Veel soorten worden aangetroffen in vochtige omgevingen, zoals rijstvelden.

## Beschermingsstatus
Door de internationale natuurbeschermingsorganisatie IUCN is aan vier soorten een beschermingsstatus toegewezen. Een soort wordt beschouwd als 'veilig' (Least Concern of LC) en drie soorten als 'onzeker' (Data Deficient of DD).

## Soorten

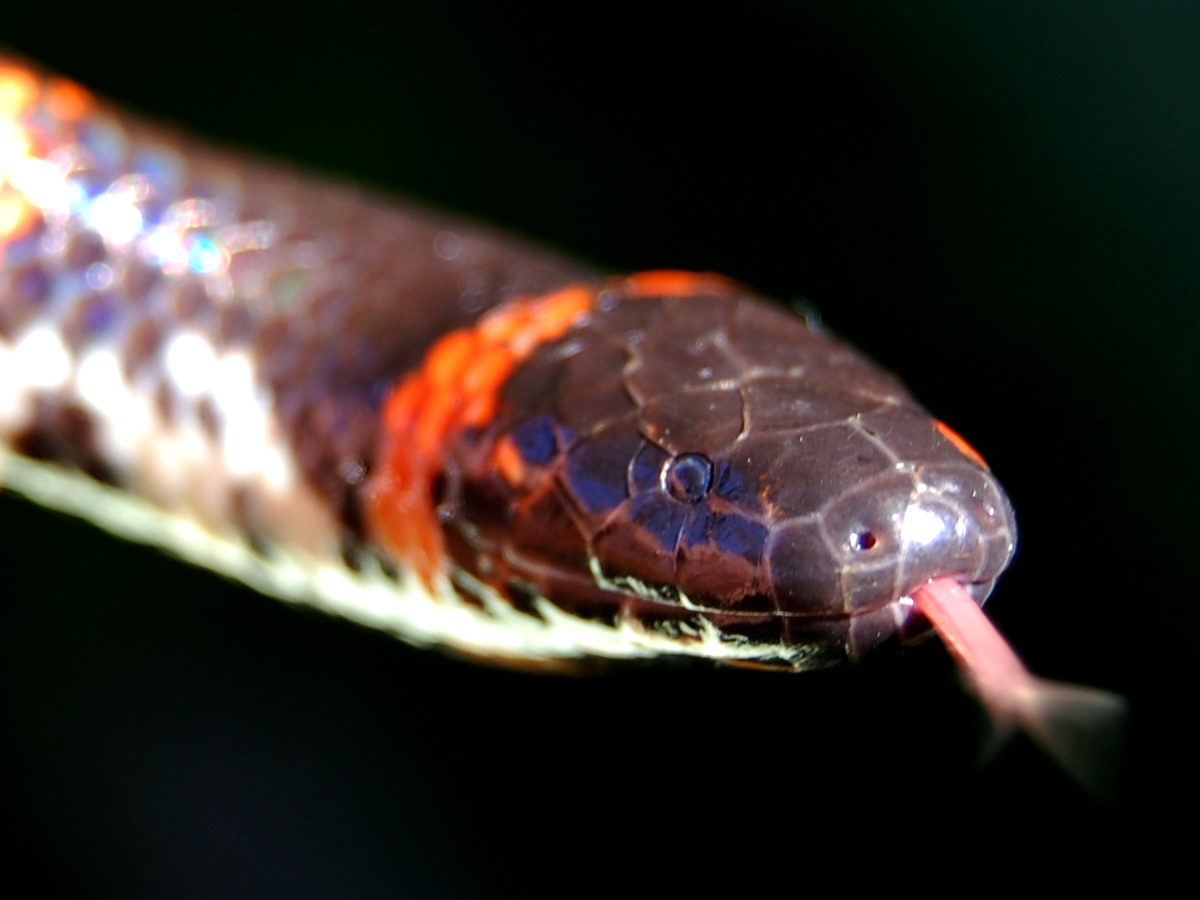
Kop van de cilinderslang.

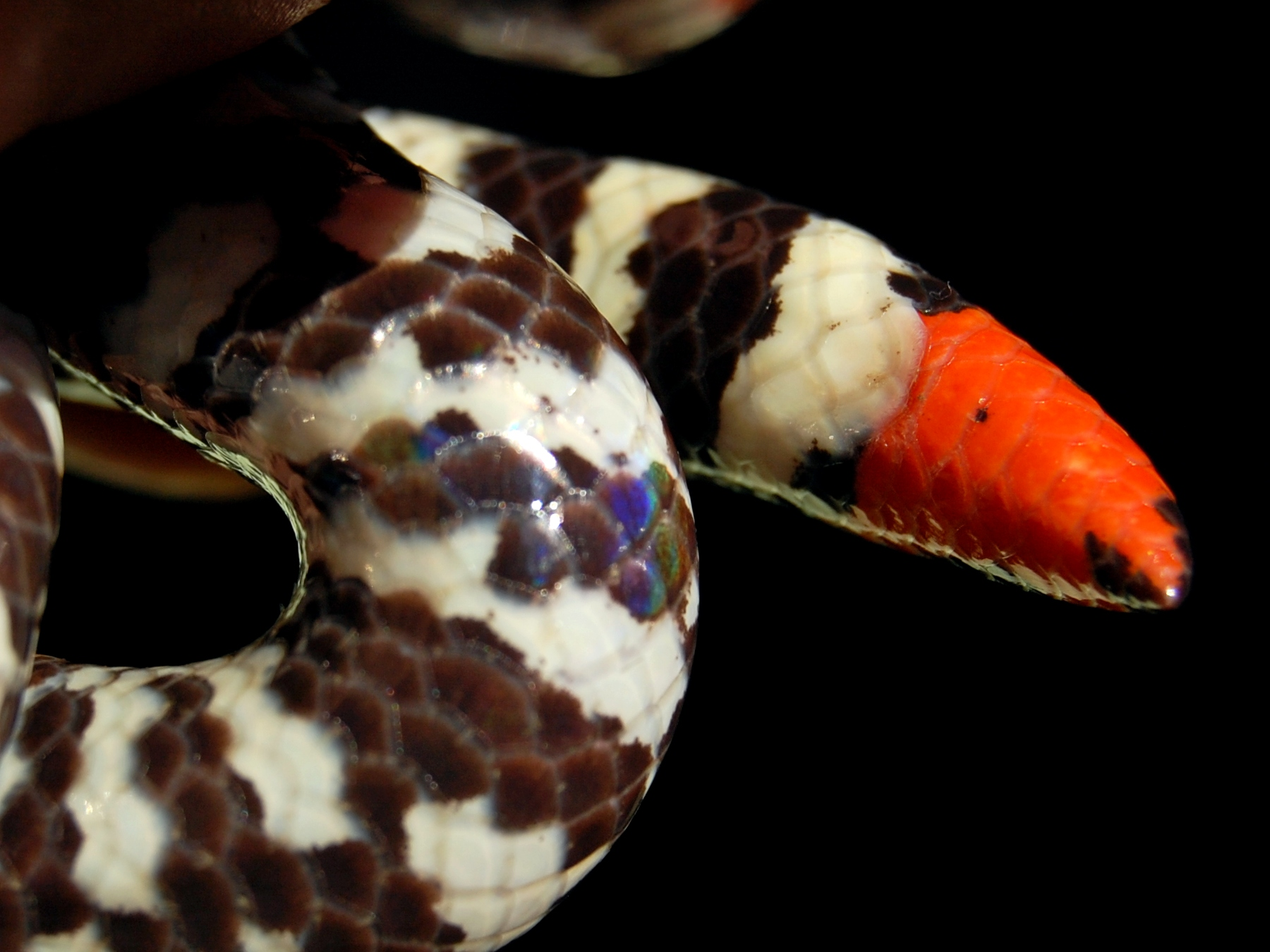
Staartpunt van de cilinderslang.

Het geslacht omvat de volgende soorten, met de auteur en het verspreidingsgebied.
| Naam                                | Auteur                                                          | Verspreidingsgebied                                           |
| ----------------------------------- | --------------------------------------------------------------- | ------------------------------------------------------------- |
| Cylindrophis aruensis               | Boulenger, 1920                                                 | Indonesië                                                     |
| Cylindrophis boulengeri             | Roux, 1911                                                      | Indonesië, Oost-Timor                                         |
| Cylindrophis burmanus               | Smith, 1943                                                     | Myanmar                                                       |
| Cylindrophis engkariensis           | Stuebing, 1994                                                  | Maleisië                                                      |
| Cylindrophis isolepis               | Boulenger, 1896                                                 | Indonesië                                                     |
| Cylindrophis jodiae                 | Amarasinghe, Ineich, Campbell & Hallermann, 2015                | Vietnam                                                       |
| Cylindrophis lineatus               | Blanford, 1881                                                  | Indonesië, Maleisië                                           |
| Cylindrophis maculatus              | Linnaeus, 1758                                                  | Sri Lanka                                                     |
| Cylindrophis melanotus              | Wagler, 1830                                                    | Indonesië                                                     |
| Cylindrophis opisthorhodus          | Boulenger, 1897                                                 | Indonesië                                                     |
| Cylindrophis osheai                 | Kieckbusch, Mader, Kaiser & Mecke, 2018                         | Indonesië                                                     |
| Cilinderslang (Cylindrophis ruffus) | Laurenti, 1768                                                  | Indonesië, Maleisië, Thailand, Laos, Vietnam, Cambodja, China |
| Cylindrophis subocularis            | Kieckbusch, Mecke, Hartmann, Ehrmantraut, O'Shea & Kaiser, 2016 | Indonesië                                                     |
| Cylindrophis yamdena                | Smith & Sidik, 1998                                             | Indonesië                                                     |